# Embalse del Centenillo
El embalse del Centenillo es un pantano situado en los términos municipales de La Carolina y Baños de la Encina, dentro de la  provincia de Jaén. Su principal afluente es el río Grande. Tiene una capacidad de almacenamiento de 1,66 hm³.